# 群馬県道65号昭和インター線
群馬県道65号昭和インター線（ぐんまけんどう 65ごう しょうわインターせん）は、群馬県利根郡昭和村にある昭和インターチェンジと沼田市岩本町を結ぶ県道（主要地方道）である。

## 概要
起点を昭和インター、終点を沼田市岩本町とする、1994年（平成6年）4月に群馬県より認定を受けた県道の路線である。

### 路線データ
- 起点：利根郡昭和村大字森下字瓜久保2387番地先（昭和インターチェンジ）[2]
- 終点：沼田市岩本町字田幸178番地先（岩本町交差点、国道17号交点）[2]
- 延長：6.962 km[2]

## 歴史
- 1959年（昭和34年）9月18日：群馬県より現・道路法に基づき、前身路線にあたる県道森下岩本停車場線（利根郡昭和村大字森下 - 沼田市岩本町 岩本停車場、整理番号138）として路線認定される[3]。
  - 同時に、前々身路線にあたる県道岩本停車場久呂保線（岩本停車場 - 利根郡昭和村、整理番号37）が路線廃止される[4]。
- 1993年（平成5年）5月11日：建設省から、県道森下岩本停車場線・県道下久屋渋川線の一部が昭和インター線として主要地方道に指定される[5]。
- 1994年（平成6年）4月1日：群馬県より、昭和インター線（整理番号84）として路線認定される[1]。同日、群馬県内の前身路線である、森下岩本停車場線（整理番号221）を廃止[6]。

## 路線状況

### 重複区間
- 群馬県道255号下久屋渋川線（利根郡昭和村森下 地内）

## 地理

### 通過する自治体
- 利根郡昭和村
- 沼田市

### 交差する道路
- 群馬県道255号下久屋渋川線（利根郡昭和村森下）
- 群馬県道255号下久屋渋川線（利根郡昭和村森下）
- 国道17号（岩本町交差点、終点）